# Charles Joseph Louis de Tascher de La Pagerie
Charles Joseph Louis Tascher de La Pagerie, noto semplicemente come Charles Tascher de La Pagerie (Francoforte sul Meno, 13 agosto 1811 – Parigi, 3 febbraio 1869), è stato un politico e nobile francese.

## Biografia
Charles Joseph Louis Robert Philippe era figlio di Pierre Claude Louis Robert Tascher de La Pagerie (1787 - 1861), militare di carriera durante il primo impero francese e uomo politico durante il secondo impero francese, e della principessa Amelia Marianna Teodora Carolina Sofia Valpurga von der Leyen und Hohengeroldseck (1789 - 1870). Suo padrino di battesimo fu Karl Theodor von Dalberg, principe primate della Confederazione del Reno e granduca di Francoforte; sua madrina fu l'imperatrice Giuseppina di Beauharnais, cugina di suo padre.
Il 17 dicembre 1838 sposò la figlia del barone Charles-Auguste Pergler de Perglas, ciambellano del re di Baviera.
Crebbe in Baviera dove suo padre visse in esilio durante il periodo della Restaurazione e dove ricoprì l'incarico di ciambellano del re, tornò in Francia con l'avvento del secondo impero napoleonico quando divenne ciambellano dell'imperatrice Eugenia; alla morte del padre, Charles gli succedette al titolo di conte de Tascher ma non nell'incarico di ciambellano.
Il 22 giugno 1857 venne prescelto come deputato della prima circoscrizione.
Già suo padre nel 1835 aveva intentato una causa in Francia contro la famiglia von Dalberg per la restituzione del titolo di duca ricevuto da suo cugino materno, Emmerich-Josef, duca di Dalberg e dell'impero, che gli era stato riconosciuto infine con decreto imperiale datato 8 luglio 1810. Charles fu il primo a portare, per decreto imperiale datato 2 marzo 1859, il titolo di duca ereditario sotto la denominazione di duca di Tascher de La Pagerie.
Alla morte di suo padre, venne nominato senatore il 4 marzo 1861 e venne rimpiazzato alla camera dei deputati da monsieur Chabanon.
Morì al palazzo delle Tuileries dove risiedeva, il 3 febbraio 1869, per un colpo apoplettico.

## Matrimonio e figli
Charles sposò il 27 dicembre 1838 la baronessa Caroline-Wilhelmine-Éléonore-Euphrosine Pergler von Perglas (1816 - 1888), dalla quale ebbe:
- Eugénie Caroline Amélie (23 novembre 1839, Monaco di Baviera - 28 marzo 1905, Neuburg an der Donau), sposò il 13 ottobre 1860 a Monaco di Baviera col principe Maximilian Karl Friedrich von Thurn und Taxis (1831 - 1890); ebbe discendenza,
- Robert de Tascher de La Pagerie (10 novembre 1840 - 1901), II duca di Tascher de La Pagerie, sposò nel luglio del 1872 Angélique Panos (1845 - 1920), senza discendenti,
- Hortense Stéphanie Anna Sophie Frédérique (9 novembre 1844, Monaco di Baviera - 12 marzo 1867, Parigi), sposò il 4 novembre 1865 a Parigi il conte Émile de l'Espine (1827 † 1892), ebbe discendenza.

## Antenati
|                                                 |                                          |                                               | Genitori                                          |  |  | Nonni |  |  | Bisnonni                             |  |  | Trisnonni                     |  |
|                                                 |                                          |                                               |                                                   |  |  |       |  |  | Gaspard Joseph Tascher de La Pagerie |  |  | Gaspard Tascher de La Pagerie |  |
|                                                 |                                          |                                               |                                                   |  |  |       |  |  | Gaspard Joseph Tascher de La Pagerie |  |  | Gaspard Tascher de La Pagerie |  |
|                                                 |                                          | Anne-Marguerite de Bodin de Boisrenard        |                                                   |  |  |       |  |  | Gaspard Joseph Tascher de La Pagerie |  |  |                               |  |
| Robert-Marguerite Tascher de La Pagerie         |                                          |                                               |                                                   |  |  |       |  |  | Gaspard Joseph Tascher de La Pagerie |  |  |                               |  |
|                                                 |                                          | Marie-Françoise Bourreau de La Chevalerie     | François Bourreau de la Chevalerie                |  |  |       |  |  |                                      |  |  |                               |  |
|                                                 |                                          | Marie-Françoise Bourreau de La Chevalerie     | François Bourreau de la Chevalerie                |  |  |       |  |  |                                      |  |  |                               |  |
|                                                 |                                          | Marie-Françoise Bourreau de La Chevalerie     | Marie Thérèse Jaham                               |  |  |       |  |  |                                      |  |  |                               |  |
| Louis Tascher de La Pagerie                     |                                          | Marie-Françoise Bourreau de La Chevalerie     |                                                   |  |  |       |  |  |                                      |  |  |                               |  |
|                                                 |                                          | Louis le Roux de Chapelle                     | Jean-Baptiste le Roux de Chapelle                 |  |  |       |  |  |                                      |  |  |                               |  |
|                                                 |                                          | Louis le Roux de Chapelle                     | Jean-Baptiste le Roux de Chapelle                 |  |  |       |  |  |                                      |  |  |                               |  |
|                                                 |                                          | Louis le Roux de Chapelle                     | Marie-Anne Roland des Vaux                        |  |  |       |  |  |                                      |  |  |                               |  |
| Jeanne-Louise Le Roux de Chapelle               |                                          | Louis le Roux de Chapelle                     |                                                   |  |  |       |  |  |                                      |  |  |                               |  |
|                                                 |                                          | Jeanne Papin de L'Epine du Pont               | ?                                                 |  |  |       |  |  |                                      |  |  |                               |  |
|                                                 |                                          | Jeanne Papin de L'Epine du Pont               | ?                                                 |  |  |       |  |  |                                      |  |  |                               |  |
|                                                 |                                          | Jeanne Papin de L'Epine du Pont               | ?                                                 |  |  |       |  |  |                                      |  |  |                               |  |
| Charles Tascher de La Pagerie                   |                                          | Jeanne Papin de L'Epine du Pont               |                                                   |  |  |       |  |  |                                      |  |  |                               |  |
|                                                 | Francesco Carlo di Leyen, conte di Leyen | Federico Ferdinando di Leyen                  |                                                   |  |  |       |  |  |                                      |  |  |                               |  |
|                                                 | Francesco Carlo di Leyen, conte di Leyen | Federico Ferdinando di Leyen                  |                                                   |  |  |       |  |  |                                      |  |  |                               |  |
|                                                 | Francesco Carlo di Leyen, conte di Leyen | Maria Eva Charlotte Auguste von Hatzfeld      |                                                   |  |  |       |  |  |                                      |  |  |                               |  |
| Filippo Francesco di Leyen, I principe di Leyen | Francesco Carlo di Leyen, conte di Leyen |                                               |                                                   |  |  |       |  |  |                                      |  |  |                               |  |
|                                                 |                                          | Marianne von Dalberg                          | Franz Heinrich von Dalberg                        |  |  |       |  |  |                                      |  |  |                               |  |
|                                                 |                                          | Marianne von Dalberg                          | Franz Heinrich von Dalberg                        |  |  |       |  |  |                                      |  |  |                               |  |
|                                                 |                                          | Marianne von Dalberg                          | Maria Sophia von Eltz-Kempenich                   |  |  |       |  |  |                                      |  |  |                               |  |
| Amalia von der Leyen und zu Hohengeroldseck     |                                          | Marianne von Dalberg                          |                                                   |  |  |       |  |  |                                      |  |  |                               |  |
|                                                 |                                          | Erwein von Schönborn-Buchheim                 | Joseph Franz von Schönborn                        |  |  |       |  |  |                                      |  |  |                               |  |
|                                                 |                                          | Erwein von Schönborn-Buchheim                 | Joseph Franz von Schönborn                        |  |  |       |  |  |                                      |  |  |                               |  |
|                                                 |                                          | Erwein von Schönborn-Buchheim                 | Bernhardina Maria Sophie Theresia von Plattenberg |  |  |       |  |  |                                      |  |  |                               |  |
| Sophia Therese von Schönborn-Buchheim           |                                          | Erwein von Schönborn-Buchheim                 |                                                   |  |  |       |  |  |                                      |  |  |                               |  |
|                                                 |                                          | Maria Anna von Stadion-Warthausen-Thannhausen | Hugo von Stadion-Warthausen-Thannhausen           |  |  |       |  |  |                                      |  |  |                               |  |
|                                                 |                                          | Maria Anna von Stadion-Warthausen-Thannhausen | Hugo von Stadion-Warthausen-Thannhausen           |  |  |       |  |  |                                      |  |  |                               |  |
|                                                 |                                          | Maria Anna von Stadion-Warthausen-Thannhausen | Maria Anna Schenk von Stauffenberg                |  |  |       |  |  |                                      |  |  |                               |  |
|                                                 |                                          | Maria Anna von Stadion-Warthausen-Thannhausen |                                                   |  |  |       |  |  |                                      |  |  |                               |  |